# Ensanche de León

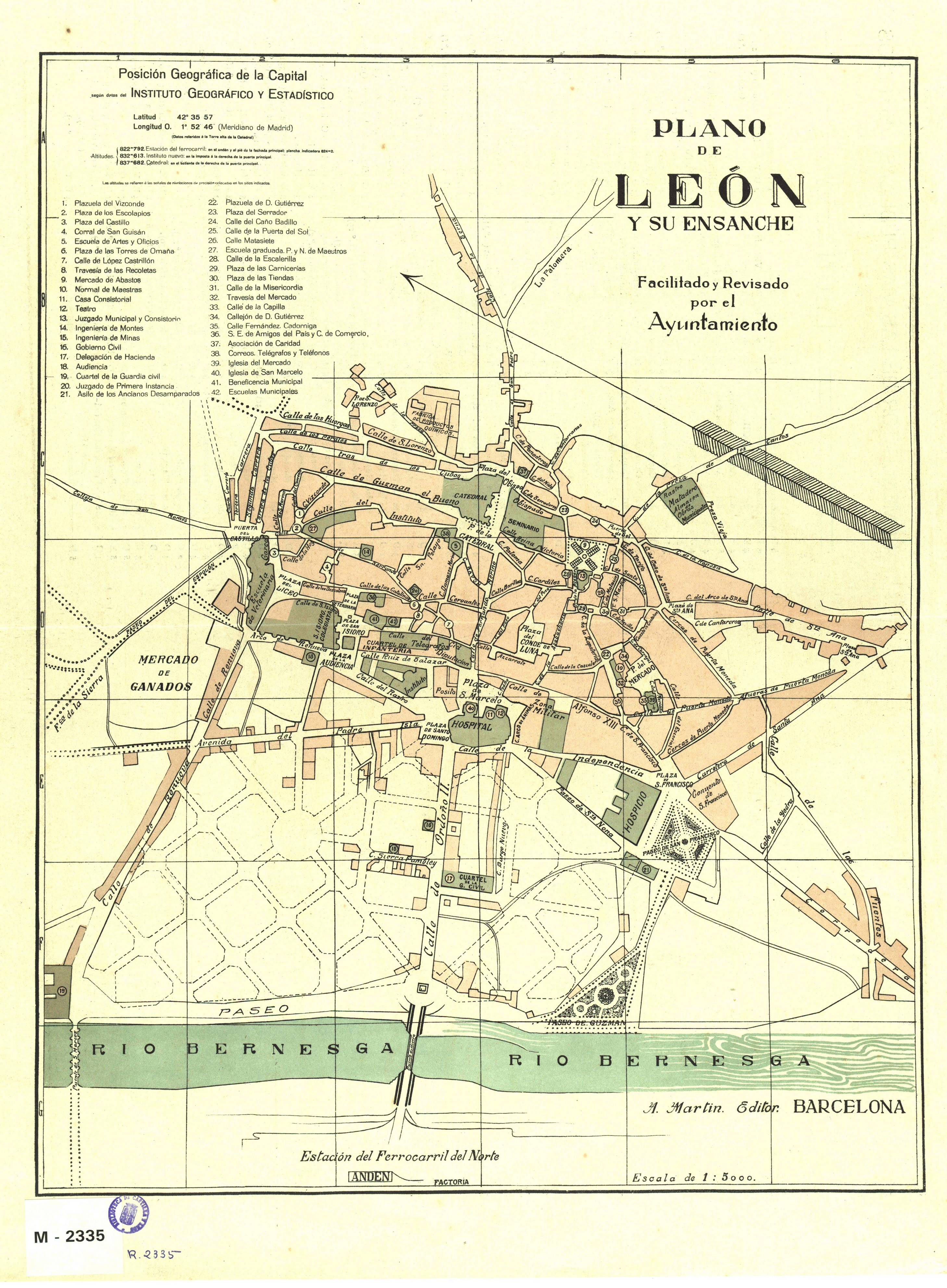
Plano del ensanche de la ciudad de León.

El ensanche de León, España, comenzó en 1904 alrededor de su eje principal, la calle Ordoño II. El proyecto corrió a cargo del entonces arquitecto municipal Manuel de Cárdenas Pastor, que luego pasaría a diseñar algunos de los edificios más representativos de la ciudad. El ensanche tuvo un desarrollo lento, donde la ciudad empezó a ocupar Ordoño II, siguiendo con la construcción de edificios alrededor de ésta. La escasa demanda y la falta de servicios públicos retrasaron el desarrollo total mientras la ciudad se expandía en el extrarradio con nuevos barrios obreros

## Historia
Antecedentes

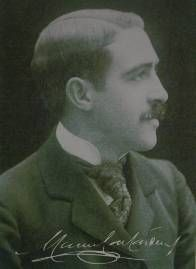
El arquitecto del ensanche, Manuel de Cárdenas Pastor, nombrado arquitecto municipal en 1900.

La desamortización de Mendizabal abrió las puertas al crecimiento urbano más allá de la plaza de Santo Domingo, sin embargo, este crecimiento habrá de esperar a la realineación de la calle ancha, que se desarrolló a lo largo del siglo XIX y que se retrasó para no perjudicar a los palacios renacentistas de los Guzmanes y el de los marqueses de Villasinta.
En 1863 llega el ferrocarril a la ciudad, ubicándose la nueva estación en la margen derecha del río. La situación de esta potencia la unión de la plaza de Santo Domingo y del recinto amurallado con esta zona; tomando desde entonces ya cierta importancia Ordoño II, entonces Paseo de las Negrillas, importancia que se confirma con la construcción de un nuevo puente de hierro sobre el Bernesga en 1871.
Este cambio en la situación urbana de la ciudad induce al ayuntamiento a dar contenido teórico al ensanche, siendo el jefe municipal de obras públicas, José Manuel Ruiz de Salazar, quién define los elementos urbanísticos que ha de contener el nuevo barrio de la ciudad. El estudio, publicado en 1889, tenía una relevancia singular, pues pretendía la ocupación de 80 hectáreas para dar cobijo a 16.000 personas; cifras muy ambiciosas en el León de entonces, que ocupaba una superficie ligeramente inferior para una población similar. 
Este primer estudio ya define algunos elementos característicos que se han conservado en la actualidad, tales como el carácter vertebrador de Ordoño II en la nueva trama urbana. Así mismo, también recoge la creación de un pulmón verde, el Paseo de Invierno, que conecta el jardín de San Francisco con el Bernesga, que tiene su equivalencia actualmente en la avenida Lancia de la capital leonesa. Por último, el estudio hace un reparto de equipamientos públicos distribuidos estratégicamente por toda la trama para dotarles de contenido.
Proyecto de 1904

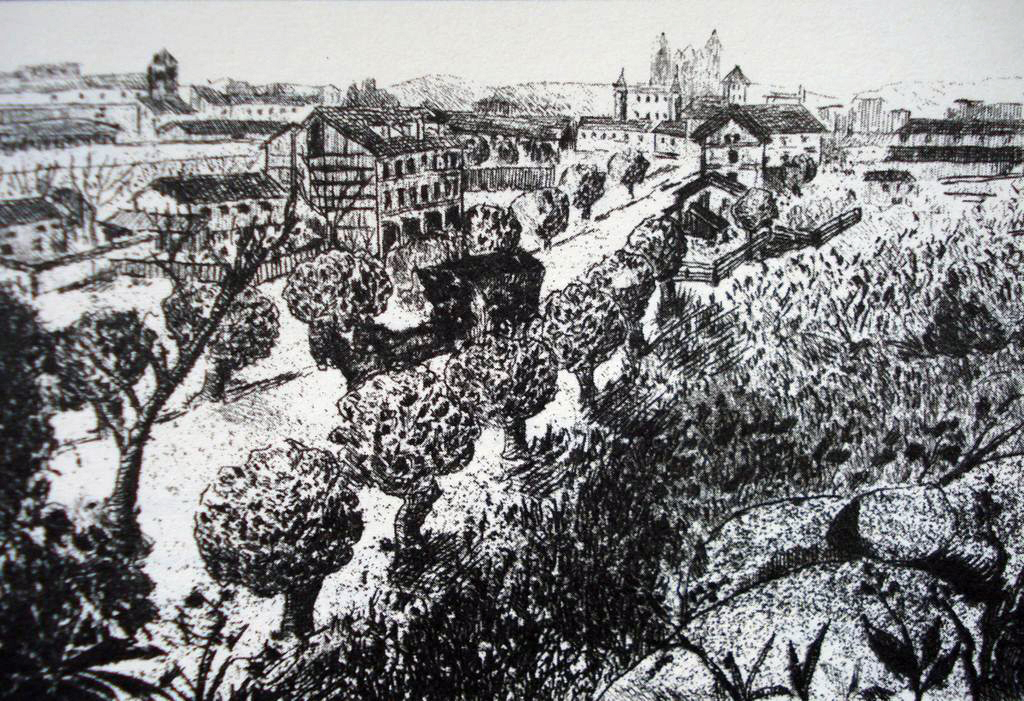
Situación del Paseo de las Negrillas, hoy Ordoño II, antes de desarrollarse el ensanche.

Dada la escasa viabilidad del estudio de 1889, el ayuntamiento convoca un concurso siete años más tarde que englobaba los terrenos del anterior estudio menos los pertenecientes al monasterio de San Claudio, quedándose la actuación en 55 hectáreas. El proyecto se diseña con tres objetivos, el primero fue el de un "urbanismo higienista", tal y como lo define Reguera, es decir, el proyecto del ensanche leonés velaba por la pureza del aire planteando la construcción de redes de saneamiento y orientando las calles, incluso, a la dirección de los vientos. El segundo era la de consolidar el desarrollo de León hacia el oeste, acercando el caserío al núcleo ferroviario emergente más allá del río. El tercero y último fue el de cubrir la expectativa de la ciudad, ya que según recogía el proyecto; "León es una ciudad que está aumentando, está saliendo de su letárgico sueño y ha de tener en poco tiempo un notable crecimiento, quizás en armonía con el Ensanche proyectado con ser éste grande". Estas expectativas de crecimiento se basaban en el crecimiento ferroviario, la centralidad adoptada por la ciudad en los importantes negocios mineros leoneses y en las expectativas militares de la ciudad, donde se sopesaba la creación de una capitanía general.

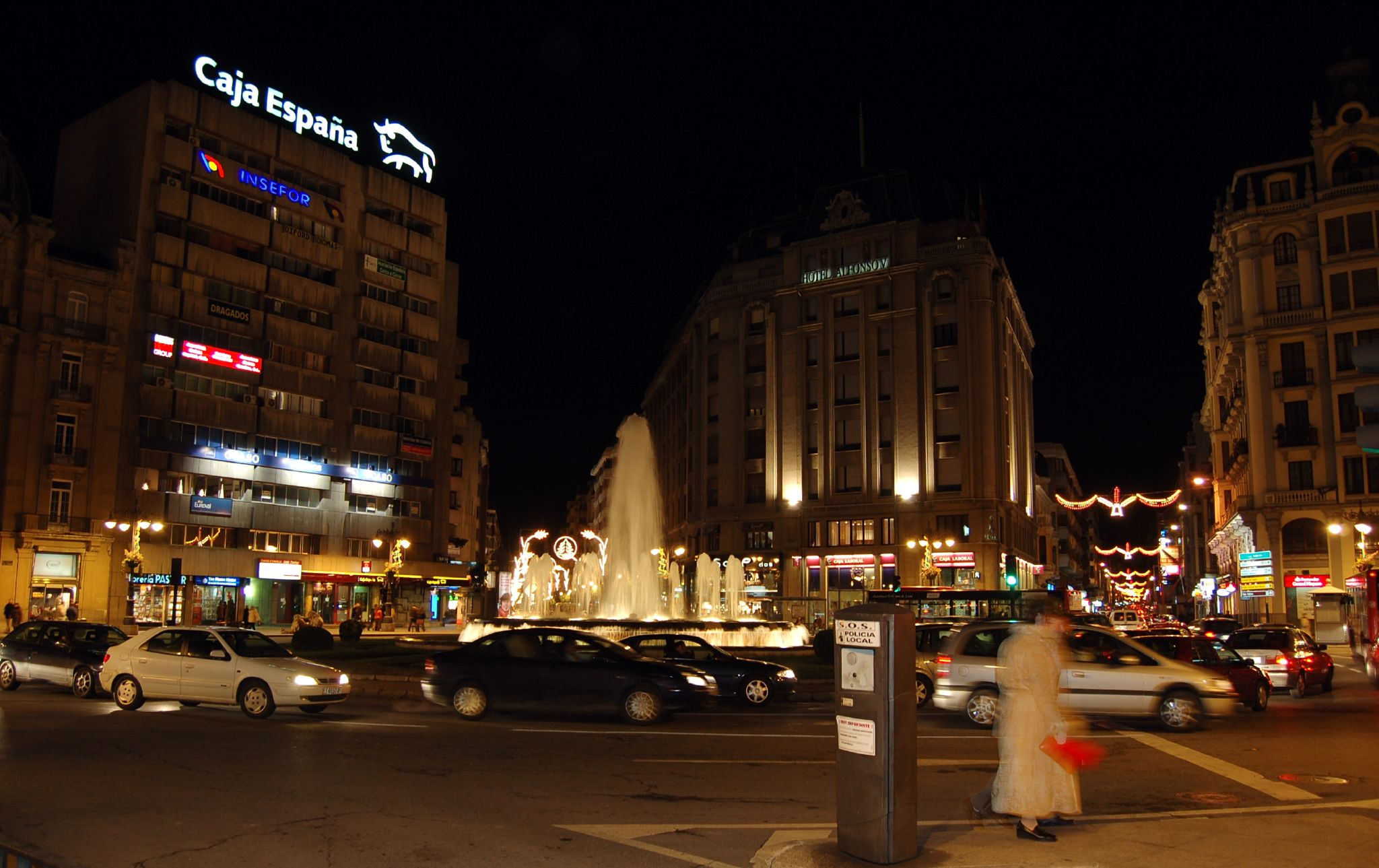
Las principales vías del ensanche confluyen en la plaza de Santo Domingo, punto de confluencia entre el ensanche y el casco antiguo y principal plaza de la ciudad.

El único trabajo que se presenta recoge todos los elementos esenciales en la trama viaria que el ayuntamiento de León exigía en el concurso. Así, el proyecto recoge como centros de referencia las plazas de Santo Domingo, centro geométrico tras la expansión de la ciudad con el ensanche, la plaza de Guzmán el bueno, centro de distribución del tráfico entre la ciudad nueva y la vieja y la plaza de San Marcos, donde se buscaba conectar la ciudad vieja con el antiguo convento, ya por entonces declarado monumento nacional.
Por todo ello, el proyecto original planteaba la Gran Vía de San Marcos como principal eje viario, siguiendo los preceptos del ensanche de Barcelona. El trazado de manzanas cuadriculadas, de una importante extensión, marcó el trazado de esta vía y una vía "diagonal", Ordoño II, se ordenó con un sistema de manzanas triangulares. El proyecto se vino abajo de inmediato, con una serie de modificaciones que no permitieron su aprobación hasta 1935.
Desarrollo

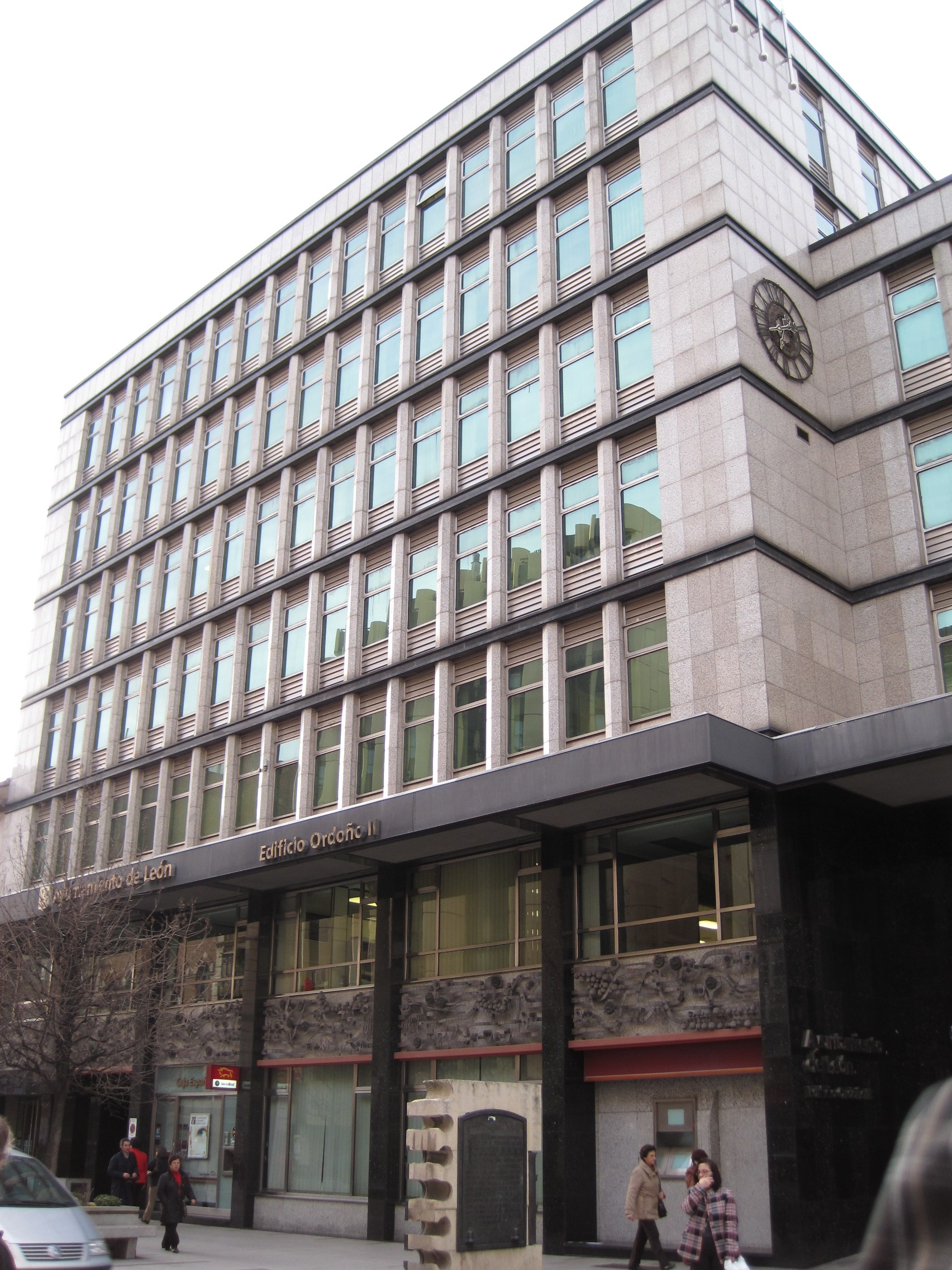
Sede del Ayuntamiento de León, en la avenida Ordoño II, principal eje del ensanche leonés.

Una vez aprobado el proyecto, el desarrollo del ensanche se topó con el inconveniente de la falta de recursos del ayuntamiento. Y es que a pesar de que ya en el siglo XIX se contemplaba la financiación del proyecto, el Ministerio de Hacienda tardó 6 años en entregar las cifras de los contribuyentes sobre los que había que aplicar el recargo por la urbanización de los terrenos. Esta falta de recursos impidió al ayuntamiento a acudir a la expropiación como vía para adquirir los terrenos, por lo que únicamente tuvo que negociar directamente con los propietarios, que forzaran la inclusión de modificaciones en el proyecto.
Estas modificaciones suponen la apertura de nuevas calles secundarias perpendiculares a Ordoño II, que se convertiría en la principal vía del nuevo barrio, así como la apertura de nuevas calles principales no contempladas en el proyecto inicial como Burgo Nuevo y Fajeros. El desarrollo del ensanche fue lento por la normativa municipal que prohibía la implantación de industrias y viviendas obreras, que se verían también ahuyentadas del sector por un coste del terreno que hacía inasumible la inversión. Es por ello que el ensanche se desarrolla en función de la demanda de la clase acomodada de la ciudad.

## Situación actual
El ensanche de León es hoy el centro de la ciudad de León, donde se encuentran la gran mayoría de sedes institucionales y empresariales. 

### Edificios y lugares representativos
Ayuntamiento de León
Subdelegación del gobierno
Museo de León
Antigua sede del Banco de España
Teatro Emperador
Casa Goyo
Casa Roldán
Plaza de Santo Domingo
Plaza de la Inmaculada
Glorieta de Guzmán el Bueno
Plaza de las Cortes Leonesas
Plaza de la Pícara Justina